# Martin Hájek (politik)
Martin Hájek (* 22. dubna 1970 Radějov) je český politik a cimbalista, od října 2021 poslanec Poslanecké sněmovny PČR, v letech 2010 až 2022 starosta obce Radějov v okrese Hodonín, člen hnutí STAN.

## Život
V letech 1984 až 1988 vystudoval tehdejší Gymnázium Marie Kudeříkové Strážnice a následně v letech 1989 až 1993 učitelství pro 1. stupeň základní školy na Pedagogické fakultě Masarykovy univerzity (získal titul Mgr.).
V letech 1993 až 1996 působil jako učitel na ZŠ Moravský Písek. Od roku 1996 pak učil na ZŠ Radějov, kde v letech 2002 až 2010 zastával i funkci ředitele. Od roku 1994 je členem cimbálové muziky Strážničan. Od roku 2013 působil též jako jednatel Mikroregionu Strážnicko.
Martin Hájek žije v obci Radějov na Strážnicku.

## Politické působení
V komunálních volbách v roce 1998 byl jako nezávislý zvolen zastupitelem obce Radějov, a to na kandidátce subjektu „Sdružení nezávislých kandidátů - místní sdružení celkem“. Mandát zastupitele pak obhájil ve volbách v letech 2002 (nezávislý, kandidátka „Sdružení nezávislých kandidátů - Radějov“), 2006 (nezávislý, lídr kandidátky „Sdružení nezávislých kandidátů - Radějov“), 2010 (nezávislý, lídr kandidátky „Sdružení nezávislých kandidátů - Radějov“), 2014 (nezávislý, lídr kandidátky „Sdružení nezávislých kandidátů Radějov“) a 2018 (nestraník za hnutí STAN, lídr kandidátky „Sdružení nezávislých kandidátů a STAN“). Od listopadu 2010 byl také starostou obce. Také ve volbách v roce 2022 byl jako člen hnutí STAN a lídr kandidátky subjektu „SDRUŽENÍ NEZÁVISLÝCH KANDIDÁTŮ A STAN“ zvolen zastupitelem obce. Novou starostkou se však stala Marie Liferenková.
V krajských volbách v roce 2012 kandidoval jako nestraník za subjekt NEZÁVISLÍ do Zastupitelstva Jihomoravského kraje, ale neuspěl. Ve volbách v roce 2016 kandidoval jako nestraník za hnutí STAN na kandidátce „Starostové pro Jižní Moravu“ (tj. hnutí STAN a hnutí SOM), opět však nebyl zvolen. Mandát krajského zastupitele nezískal ani ve volbách v roce 2020 jako člen hnutí STAN za subjekt „Starostové pro jižní Moravu“ (tj. hnutí STAN a hnutí SOL).
Ve volbách do Poslanecké sněmovny PČR v roce 2017 kandidoval jako nestraník za hnutí STAN v Jihomoravském kraji, ale neuspěl. Ve volbách do Poslanecké sněmovny PČR v roce 2021 kandidoval jako člen hnutí STAN na 7. místě kandidátky koalice Piráti a Starostové v Jihomoravském kraji. Vlivem preferenčních hlasů však nakonec skončil druhý, a byl tak zvolen poslancem.
Ve volbách do Poslanecké sněmovny PČR v roce 2025 kandiduje na 5. místě kandidátky hnutí STAN v Jihomoravském kraji.